# Lettre de cachet

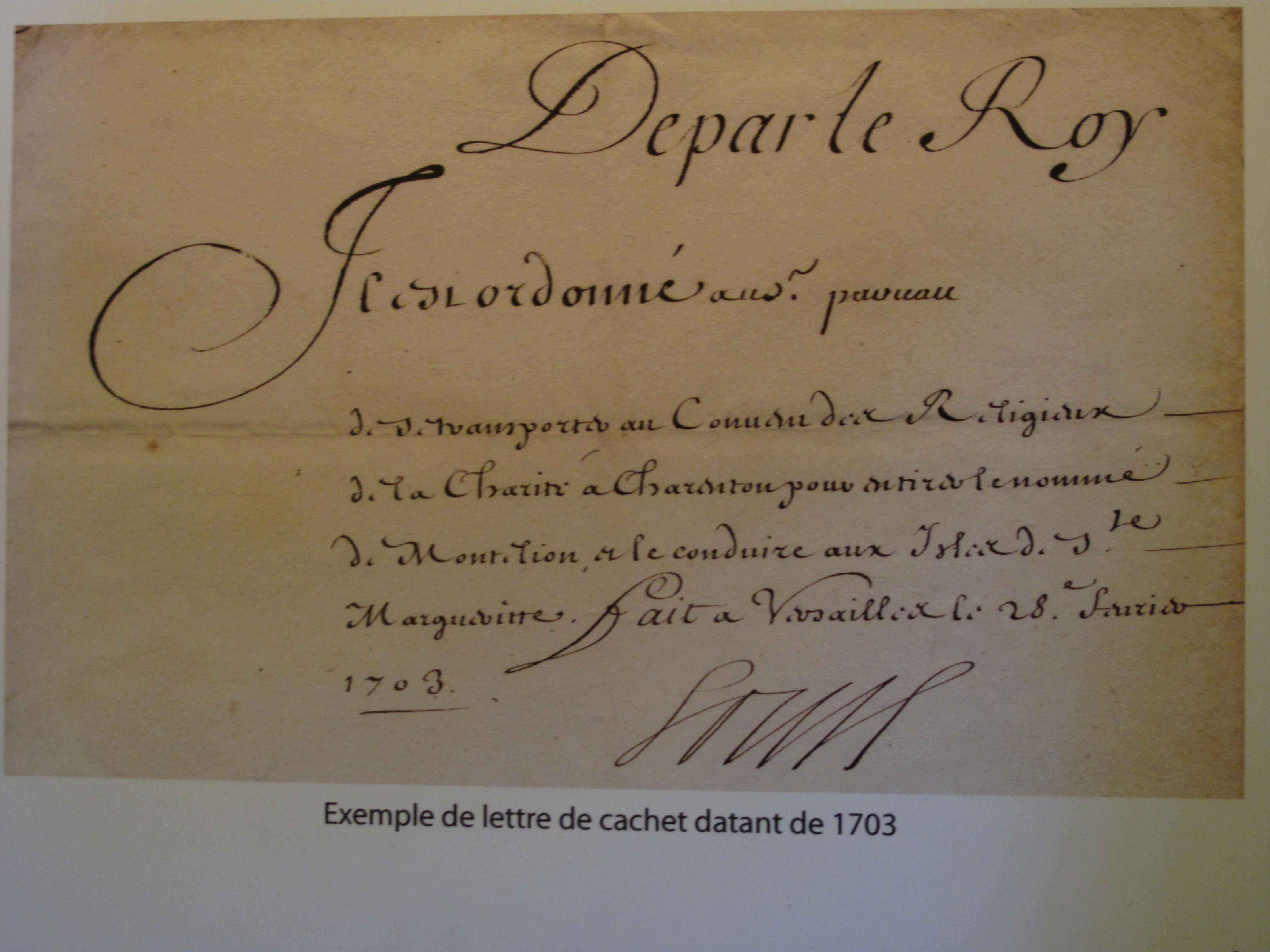
Esempio di lettre de cachet del 1703

Nella storia della Francia, le lettres de cachet erano lettere firmate dal re di Francia, controfirmate da uno dei suoi ministri e chiuse con il sigillo reale, o cachet.  Le lettere contenevano ordini diretti del Re, spesso per forzare azioni arbitrarie e giudizi a cui non si poteva fare appello.
In caso di organizzazioni le lettres de cachet venivano emesse allo scopo di prevenirne l'assemblea o per ottenere degli atti ben precisi. Gli Stati provinciali vennero convocati in questo modo, con una lettre de cachet (in questo caso, una lettre de jussipri) nella quale il re ordinava al parlamento di approvare una legge che questi aveva rifiutato di ratificare.
Le più note lettres de cachet, comunque, erano quelle penali, con le quali un soggetto veniva condannato, senza processo e senza l'opportunità di difendersi, all'imprigionamento in un carcere di Stato o ordinario, al confino in un convento o un ospedale, alla deportazione nelle colonie, o all'espulsione in un'altra parte del reame. I benestanti talvolta compravano queste lettres per sbarazzarsi di individui indesiderati.

## Retroterra storico
Questo potere era un privilegio reale riconosciuto dalla vecchia legge francese, che può essere fatto risalire a una massima che corredava un testo del Compendio di Giustiniano: "Rex solutus est a legibus", ovvero "Il re è sciolto dalle leggi".
Ciò significava che quando il re interveniva direttamente, poteva decidere senza seguire la legge, o addirittura in modo contrario alla legge. Questa era una concezione antica, e nei tempi antichi l'ordine in questione era semplicemente verbale; alcune lettere autografe di Enrico III di Francia, del 1576, asseriscono che François de Mont-Morency venne "imprigionato nel nostro castello della Bastiglia a Parigi, su ordine verbale" del vecchio re Carlo IX.
Nel XIV secolo venne introdotto il principio che l'ordine doveva essere scritto, e quindi nacquero le lettre de cachet. Queste appartenevano alla classe delle lettres closes, opposte alle lettres patentes, che contenevano l'espressione della volontà legale e permanente del Re, e dovevano essere provviste del sigillo di Stato affisso dal cancelliere.
Le lettres de cachet, al contrario, erano firmate semplicemente da un segretario di Stato per conto del Re; esse recavano semplicemente l'impressione del sigillo del Consigliere del Re, circostanza per la quale venivano spesso chiamate, nel XIV e XV secolo, lettres de petit signet o lettres de petit cachet, ed erano interamente esenti dal controllo del Cancelliere.

## Uno strumento pratico di governo reale
Oltre a servire al governo come arma silenziosa contro gli avversari politici e gli scrittori pericolosi, e come mezzo per punire i colpevoli di alto lignaggio senza lo scandalo di una causa, le lettres de cachet avevano molti altri utilizzi. Venivano usate dalla polizia per occuparsi delle prostitute, e in base alla loro autorità i pazzi venivano rinchiusi negli ospedali e a volte in prigione.
Erano spesso usate anche dai capi famiglia come mezzo di correzione, ad esempio, per proteggere l'onore della famiglia dalle condotte disordinate o criminali dei figli. Anche le mogli se ne avvantaggiarono, per tenere a freno la dissolutezza dei mariti, e viceversa.
In realtà, il segretario di Stato le emanava in maniera completamente arbitraria, e in molti casi il re non era a conoscenza della loro emissione. Si sa per certo che nel XVIII secolo le lettere venivano emesse in bianco, ovvero senza contenere il nome della persona contro cui erano dirette; i destinatari, o i mittenti, scrivevano il nome per rendere efficace la lettera.

## Proteste contro il potere arbitrario
Proteste contro le lettres de cachet vennero mosse continuamente dal Parlamento di Parigi e dai parlamenti provinciali, e spesso anche dagli Stati generali. Nel 1648 le Corti sovrane di Parigi ne produssero la momentanea soppressione in una specie di statuto delle libertà, che imposero alla corona, ma la durata fu effimera.
Solamente con il regno di Luigi XVI si ebbe una reazione contro questo abuso che era ormai chiaramente percettibile. All'inizio di quel regno, Malesherbes, tentò di infondere alcune misure di giustizia nel sistema, e nel marzo del 1784 il barone di Breteuil, un ministro della casa reale, emanò una circolare agli intendenti e ai tenenti di polizia, con indicazioni per prevenire gli abusi più gravi connessi all'emissione delle lettres de cachet.
Il Conte di Mirabeau scrisse un aspro atto d'accusa delle lettres de cachet mentre era imprigionato nelle segrete del castello di Vincennes (per una lettre de cachet ottenuta dal padre). Il trattato venne pubblicato dopo la sua liberazione nel 1782, sotto il titolo Les Lettres de cachet et des prisons d'état e costituisce uno dei suoi lavori più abili ed eloquenti, diffuso ampiamente in tutta Europa.
A Parigi, nel 1779, la Cour des Aides domandò la loro soppressione, e nel marzo 1788 il parlamento di Parigi fece alcune rimostranze eccessivamente energiche, che sono importanti per la luce che gettarono sulla vecchia legge pubblica francese. La Corona, comunque, non decise di accantonare quest'arma, e in una dichiarazione agli Stati Generali, durante la sessione reale del 23 giugno 1789 (art. 15) non vi rinunciò assolutamente.

## Abolite dalla Rivoluzione, ripristinate da Napoleone
Le lettres de cachet vennero abolite dopo la Rivoluzione francese dall'Assemblea Costituente, ma Napoleone ne reintrodusse l'equivalente con una misura politica nel decreto dell'8 marzo sulle prigioni di Stato. Questo fu uno degli atti che gli vennero contestati dalla consulta del senato del 3 aprile 1814, che pronunciò la sua caduta "considerando che egli ha violato le leggi costituzionali con i decreti sulle prigioni di Stato".